# Rototom

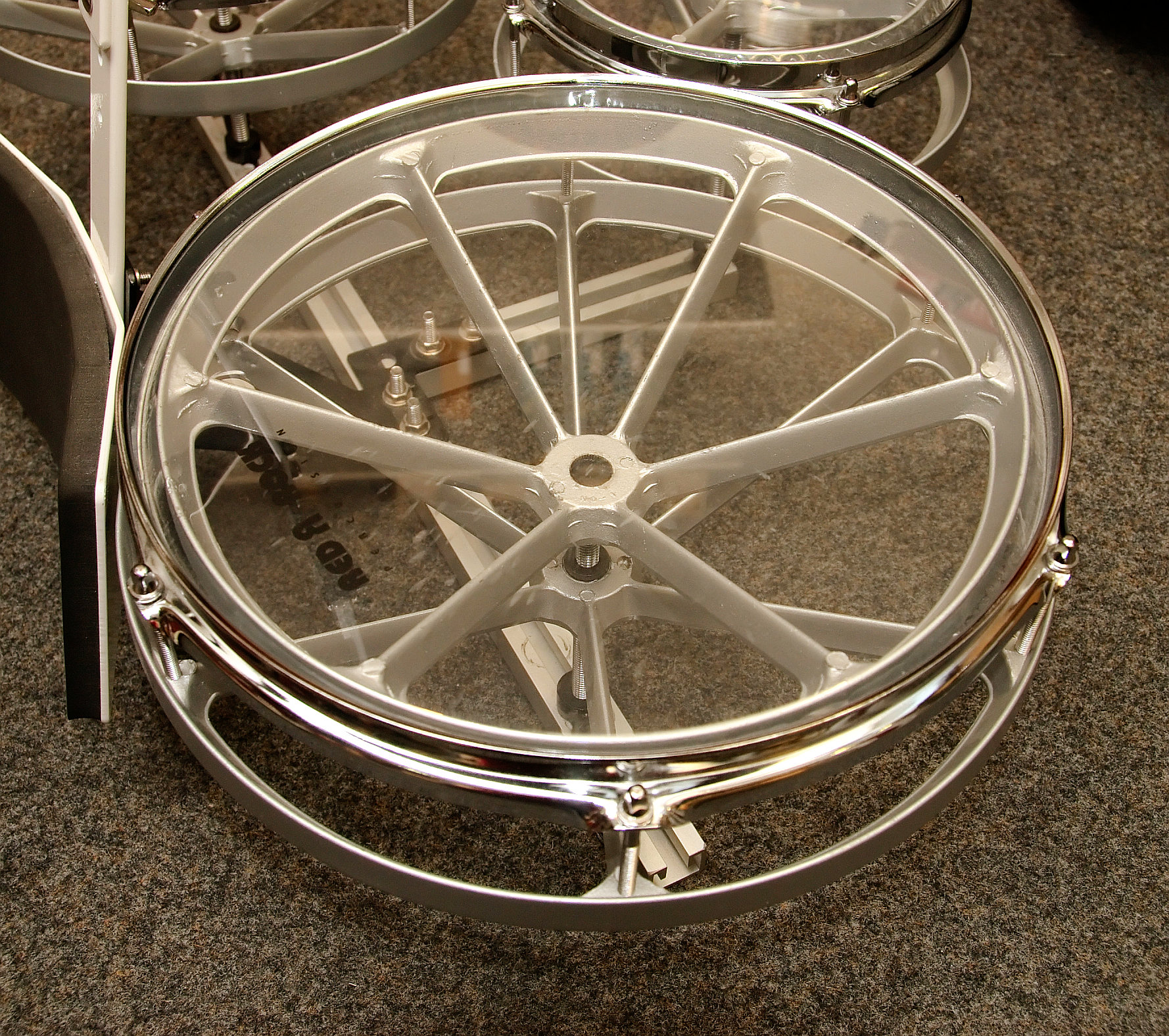
Détail de trois rototoms montés sur un support ventral adapté au jeu debout, en fanfare.

Un rototom est un membranophone qui se place dans la famille des toms de batterie mais en diffère cependant par plusieurs spécificités.

## Spécificités
Contrairement au tom, le rototom ne comporte pas de fût, mais seulement un cadre circulaire en acier ou aluminium sur lequel est tendue une peau généralement synthétique. La tension de la peau se fait d'abord grâce à plusieurs vis standard situées sur son pourtour. L'accord permet de définir une note de base pour le rototom. Le cadre est fixé à un support par une vis centrale unique qui agit sur la tension de la peau et permet, en tournant le rototom sur son axe central, de faire varier la hauteur de la note produite lors de la frappe. En tournant dans le sens horaire, la note est plus haute, et inversement, elle baisse si l'on tourne le rototom dans le sens antihoraire. Le son est court et incisif, avec très peu de sustain.

## Présentation
Typiquement, s'il est possible de les commander à l'unité chez certains fabricants, les rototoms se trouvent par trois dans le commerce, avec des diamètres respectifs de 6, 8 et 10 pouces. Depuis les années 1990 sont toutefois apparus des ensembles de rototoms dédiés aux plus jeunes percussionnistes, avec deux rototoms au lieu du traditionnel trio.
Leurs vis centrales les relient à un unique support en forme de rail, lui-même fixé sur un pied spécifique ou universel. Il s'agit le plus souvent d'un trépied du même genre que ceux utilisés pour jouer des cymbales.

## Jeu
Les rototoms se jouent de la même façon que les toms, à l'aide d'une paire de baguettes. Ils sont intégrables à tout ensemble de percussions, au nombre desquels la batterie. Les notes produites sont plus hautes qu'avec des toms traditionnels, aussi permettent-ils d'étendre la gamme de sons produite par une batterie dans les aigus. Beaucoup utilisés dans les années 1970 avec l'avènement du rock progressif, par exemple par Phil Collins qui en utilise toujours actuellement sur scène et en studio, Stewart Copeland ou encore Nick Mason de Pink Floyd dans la célèbre introduction de Time, les rototoms sont aujourd'hui tombés dans une certaine désuétude[Interprétation personnelle ?].